# Els Segadors
Els Segadors (em português "Os Ceifeiros") é o hino nacional oficial da Catalunha, nação e comunidade autônoma da Espanha. A sua origem data da Guerra dos Segadores, que ocorreu no século XVII.
A música é de Francesc Alió e foi composta em 1892, baseada em uma antiga música popular. A letra, escrita por Emili Guanyavents, faz menção a eventos ocorridos entre 1639 e 1640, quando os catalães se revoltaram contra a presença de soldados do resto da Espanha em seu território durante a Guerra dos trinta anos contra a França.
Um concurso foi criado por um grupo político, denominado União Catalanista (Unió Catalanista) em 1899, que escolheu a letra elaborada por Emili Guanyavents, após uma intensa polêmica pública que envolveu até a imprensa daquela época. Ele simplificou a letra, reduzindo de seis para apenas três estrofes.
A Generalidade da Catalunha oficializou Els Segadors como seu hino oficial em 1993.